# 波利亞納 (涅任區)
51°2′3″N 32°4′46″E / 51.03417°N 32.07944°E
波利亞納（烏克蘭語：Поляна），是烏克蘭北部的村莊，隸屬切爾尼希夫州的尼任區。該村始建於1930年，面積0.05平方公里，海拔高度125米，2001年人口161，人口密度每平方公里3,096.2人。